# Magic Island
Magic Island (カタカナ：マジック.アイランド、魔法島）は1936年にアメリカで放送された英語冒険SFラジオドラマ。130話（毎話約13分ごと）が存在している。ただ音楽はとても少なくて...

## あらすじ
14年前に南太平洋で難破事件に遭って夫を失って一人娘から別れてPatricia Gregoryはある夜なぞの無線通信を無線機で受信した。そして物語が始まった。

## 魔法島とEuclidia
魔法島はEuclidiaの一部にすぎなくて自由に潜水できたり移動できたり島で大きな水底都市につながっている。近くの海を通る船に乗っている人々の目を避けるため、魔法島はいつも霧に覆われているようだ。ただし、この霧は島のコントロールセンターによって節約できる。
Euclidiaの国民は、だいたい世の中に不満している世界各地の科学者らしくてEuclidiaの支配者であるG47のもとにロケット飛行機や兵器を研究して世界征服を企んでいる。その上、世界中にEucleidaの手の者もいる。魔法島の至る所にマイクがあるのでプライバシーがない。
当時（1936年）の世界に比べればEuclidiaの技術や科学は遥かに上回る。数分間で戦艦ごとを溶かすほどの超破壊兵器などが装備されている。数百マイル離れたところから飛行機の編隊を探知できる装置（当時まだ実用しないレーダーのこと）や時速1000マイルのロケット飛行機や一方的透明スチール や防音質などの不思議な発明品をも持っている。

## 登場人物
Patricia Gregory
難破事件から14年間にわたって希望を捨てず、一人娘Joan Gregoryを捜している女性。自分の家はロサンゼルスにあって1936年にしてはかなりハイ.テックだ。
Cleostra　（本名：Joan Gregory）
15歳の少女。1歳のころ、難破で母親から引きさかれてEucleidaで育てられた。難破から救出隊まで外の世界と接触がないため、外の世界の習慣や言葉遣いがわからなくて、変わった者と見られる。
Jerry Hall
16歳の少年。ロサンゼルス出身。アマチュア無線家。
G47
Euclidiaの支配者。年齢は40代らしい。
潜水艦の女艦長
名前はElaine。22歳。生まれからEuclidiaで育てられた。Joan Gregoryのように変わった者と見られる。